# آمیگدالین
آمیگدالین (به انگلیسی: Amygdalin)، یک ترکیب شیمیایی طبیعی با شناسه پاب‌کم ۳۴۷۵۱ است؛ که جرم مولی آن ۴۵۷٫۴۲۹ g/mol می‌باشد. در سال‌های گذشته به اشتباه تصور می‌شد که این ماده در درمان سرطان مفید است. این ماده در بسیاری گیاهان یافت می‌شود اما منابع اصلی آن، مغز هستهٔ زردآلو، بادام، سیب، آلو و هلو است.

## ویژگی‌ها
آمیگدالین به عنوان یک گلیکوساید سیانوژنی طبقه‌بندی می‌شود هر مولکول آمیگدالین حاوی یک گروه نیتریل است که از طریق واکنش بتا-گلوکوسیداز می‌تواند به عنوان یک آنیون سمی سیانید در بدن آزاد شود. خوردن آمیگدالین باعث آزادشدن سیانید در بدن انسان شده و می‌تواند به مسمومیت سیانیدی منجر شود.
از اوایل دههٔ ۱۹۵۰، آمیگدالین و یکی از مشتقات شیمیایی آن به‌نام لاتریل، به‌عنوان داروهای ضدسرطان در پزشکی جایگزین، معرفی شده و هر دوی این ترکیبات، به اشتباه، ویتامین ب-۱۷ نام‌گذاری شدند. این در حالی بود که هیچ‌یک از آن‌ها ویتامین نیستند. دیدگاه بیوشیمیایی، آمیگدالین یک ویتامین نیست و در ادبیات علمی نام‌های دیگر آن رایج است از جمله، ماندلونیتریل بتا دومیوتیو، ماندلونیتریل بتا گلوکوروناید، لاواوروتواتور، پوراسین، آمیگدالینا، نیتریلوزید

## استفاده دارویی
اولین آزمایش‌ها بر روی حیوانات نشان داد که آمیگدالین باعث کاهش رشد سرطان، توقف رشد تومورها و جلوگیری از گسترش متاستاز می‌شود. اما زمانی که آزمایش بار دوم تکرار شد، نتایج آن متفاوت بود. گروه دیگری از دانشمندان  نتیجه گرفتند که یک دوز مناسب از آمیگدالین می‌تواند سلول‌های سرطانی را به پرتودرمانی حساس‌تر کند.
آزمایش‌هایی در سال ۱۹۸۲ با مشارکت ۱۷۵ بیمار سرطانی انجام شد. اما تنها در یک فرد پس از ۱۰ هفته استفاده از آمیگدالین، تغییرات مثبتی را نشان کرد. در سایر بیماران، تومور همچنان رشد می‌کرد. مطالعات علمی نشان داده‌اند که این ترکیب شیمیایی تأثیری در درمان سرطان ندارد و مصرف خوراکی این ماده خطرناک است و می‌تواند مرگ‌آور باشد.
سازمان غذا و داروی آمریکا (FDA) می‌گوید که این ماده بسیار سمی می‌باشد. اما میان پزشکان اختلاف نظر هست بسیاری از پزشکان عقیده دارند که در مطالعات و تحقیقات شان دلیلی بر سمی بودن این ماده ندیده‌اند. با این حال تحقیقات همچنان ادامه دارد.

## مصرف بیش از حد
مصرف بیش از حد آمیگدالین باعث عوارضی چون تهوع، سردرد، سرگیجه، مشکلات کبدی، تب، تنگی نفس، تاری دید، فشار خون پایین، نقض هماهنگی و بیماری‌های قلبی عروقی می‌شود.